# Myceense kunst
De Myceense kunst is ten dele gebaseerd op de Minoïsche kunst, maar is ook duidelijk beïnvloed door de oorlogszuchtige karakter van de Myceners.

## Goudsmeedkunst
De Myceense goudsmeedkunst stond op een ongewoon hoog niveau en is zeer verfijnd. Het wordt gekenmerkt door zeer gestileerde figuren, zoals te zien is bij de hiernaast afgebeelde oorbel of het wereldberoemde "dodenmasker van Agamemnon".

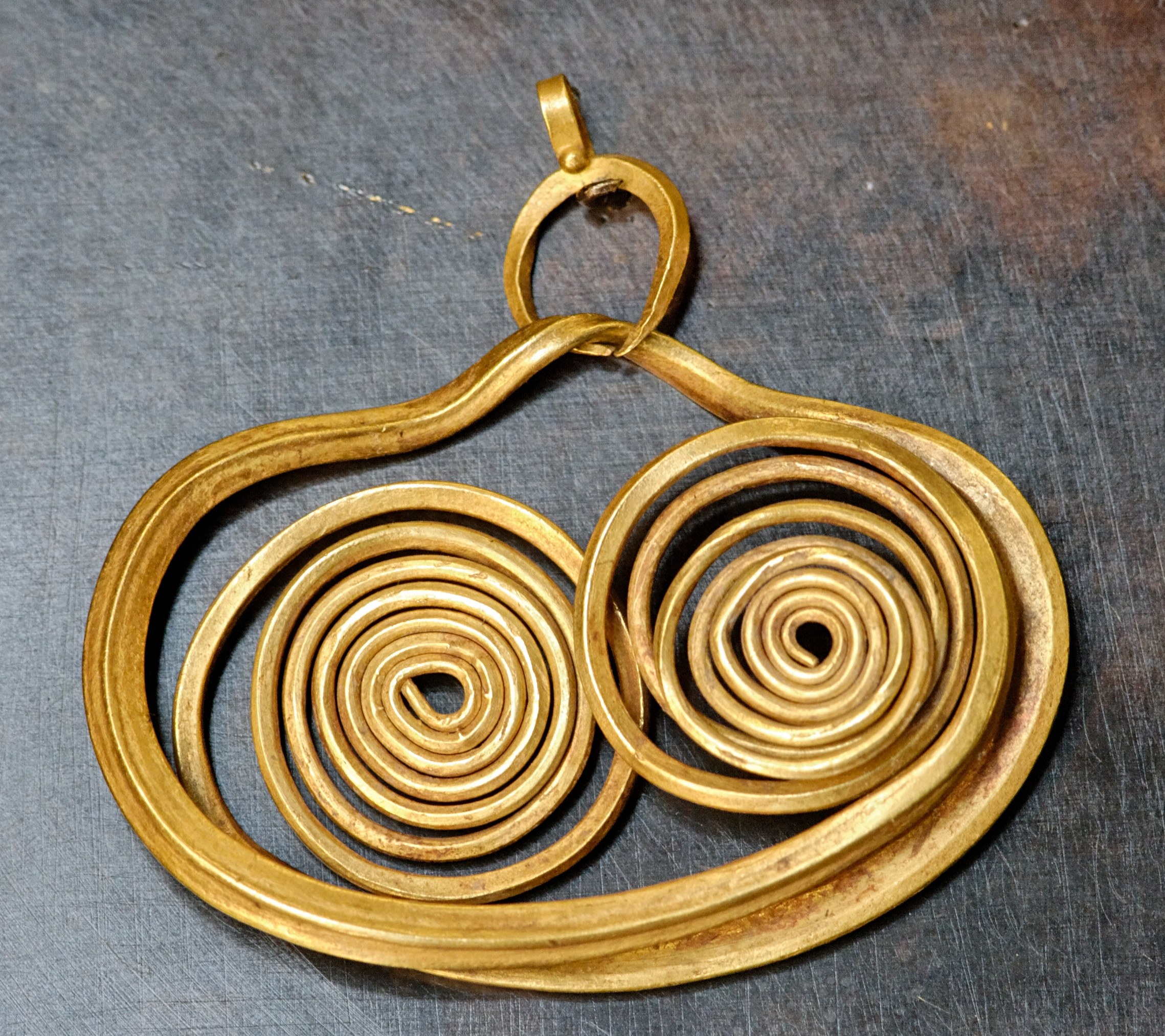
Een gestileerde Myceense oorbel.
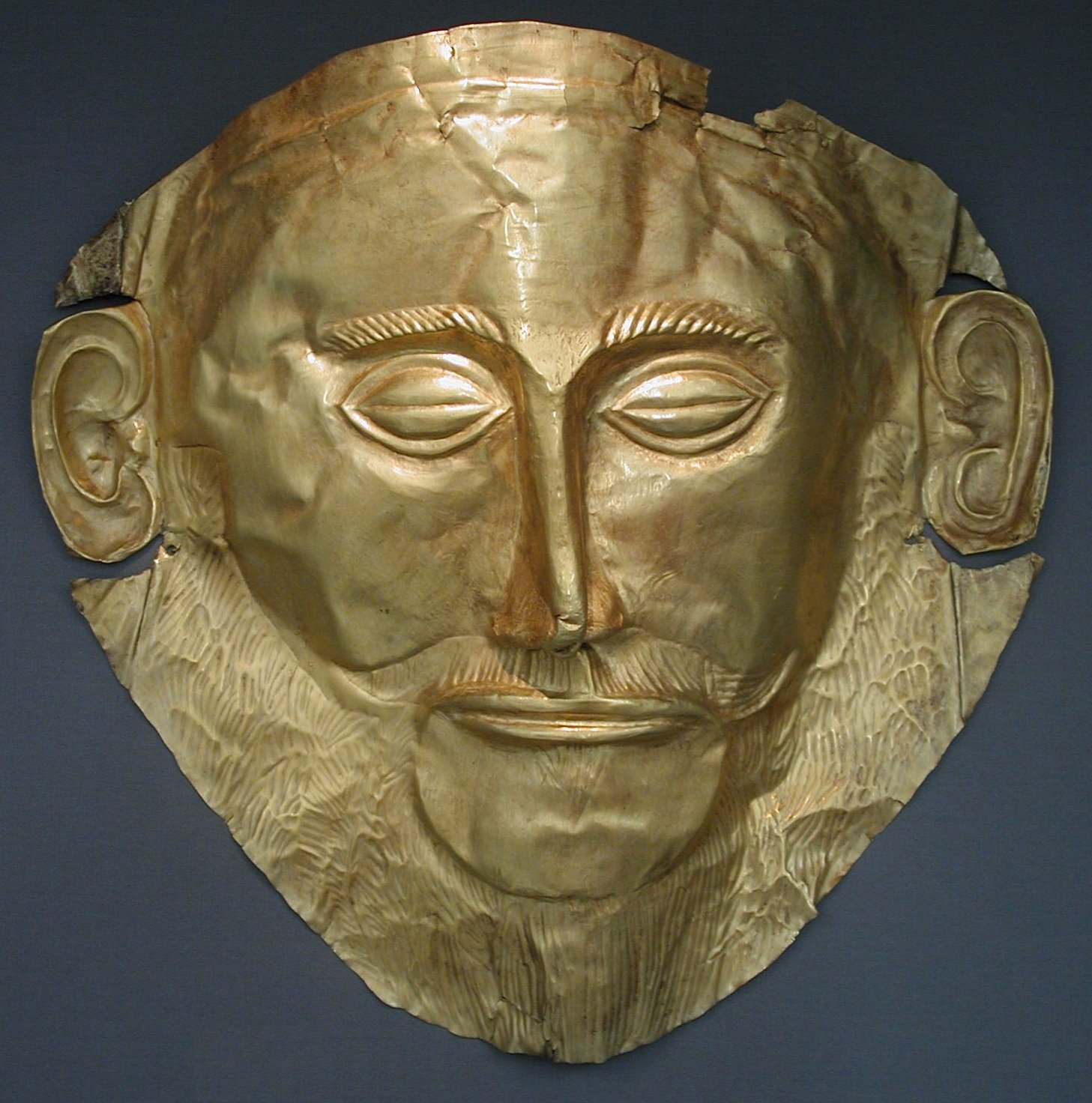
Het beroemde gouden "dodenmasker van Agamemnon".

## Plastische kunsten

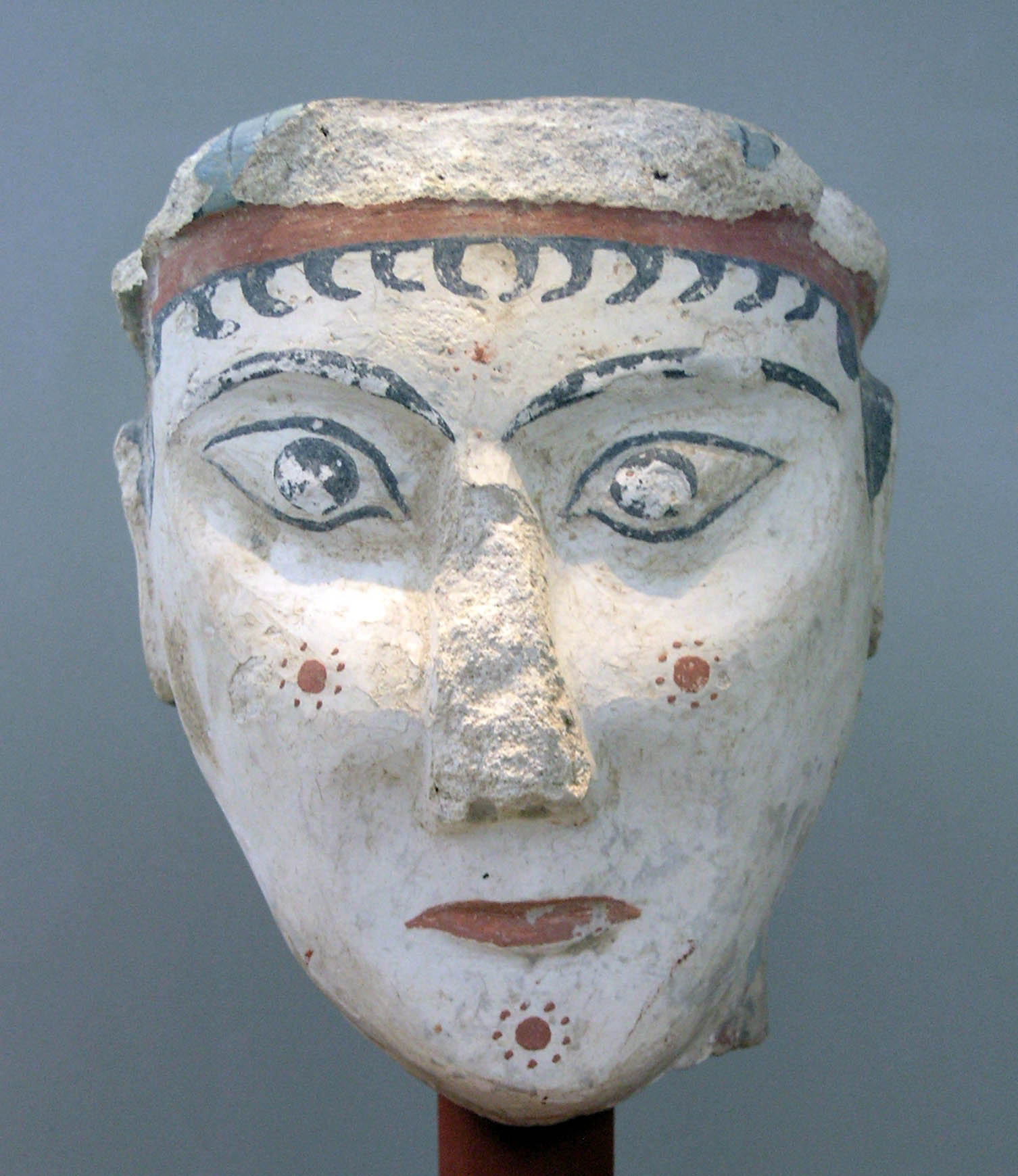
Myceens vrouwenportret, een zeldzaam voorbeeld van de Myceense plastische kunsten.
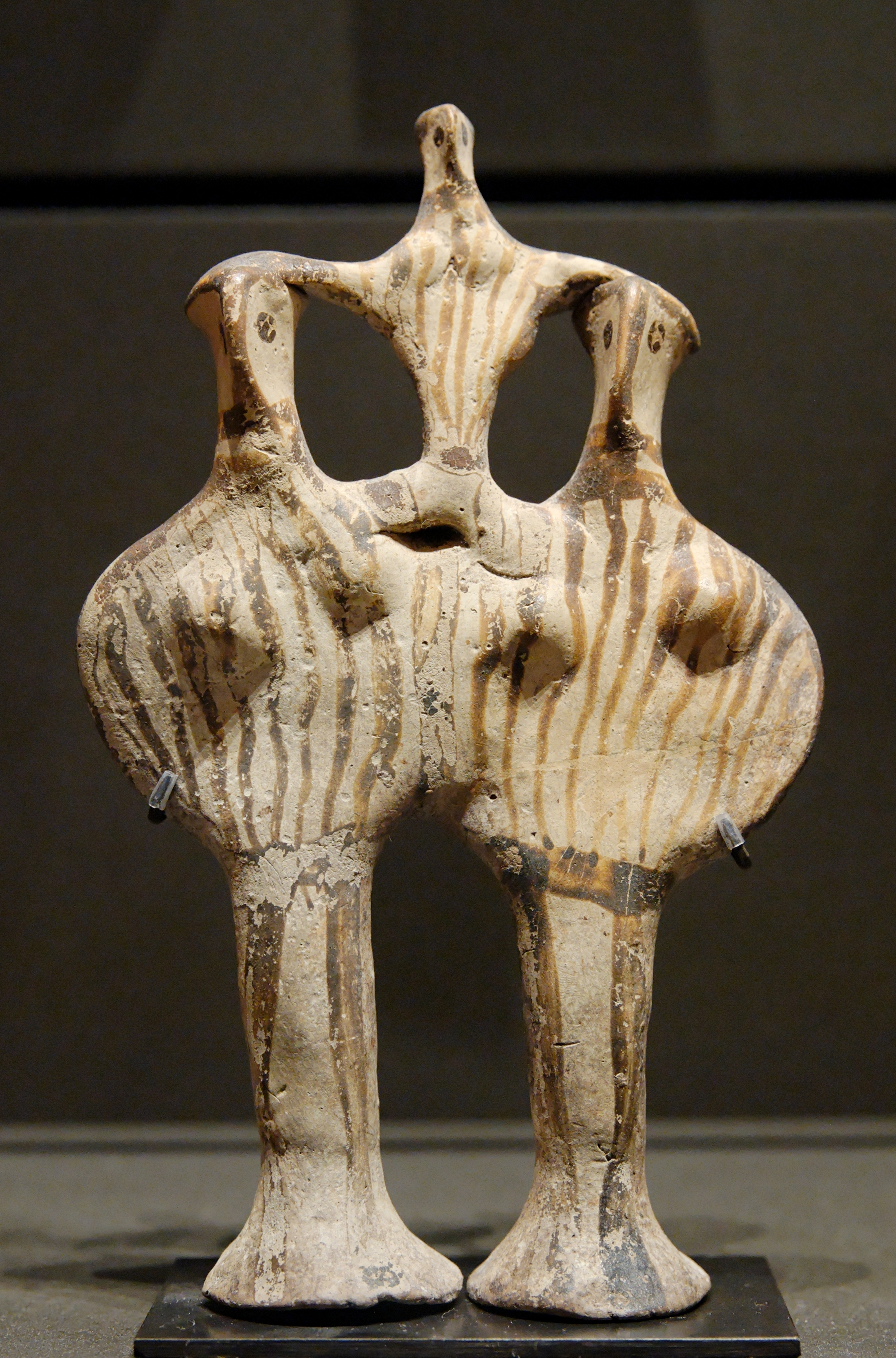
Myceense Phi-figurine.

## Keramiek

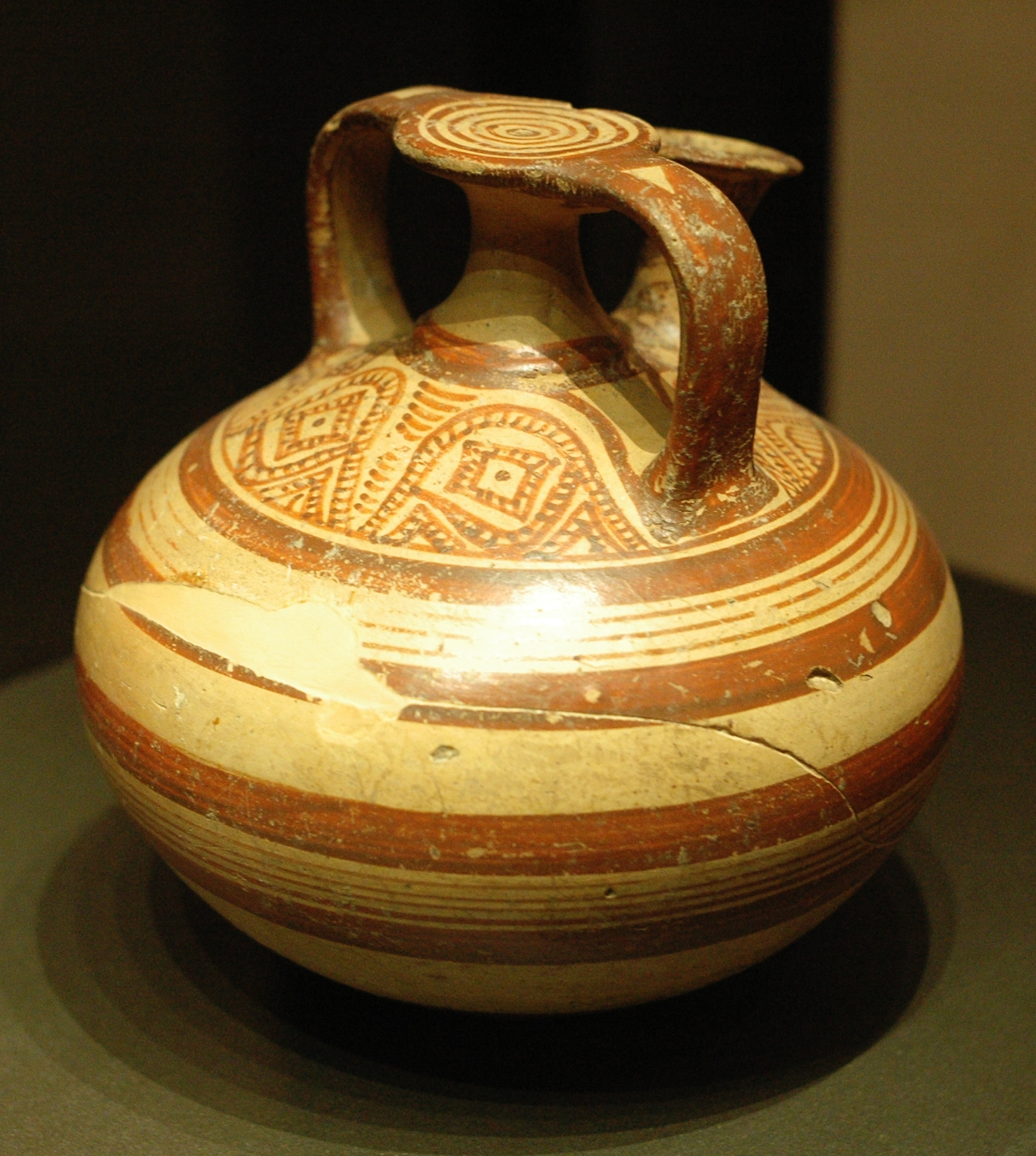
Stijgbeugelkan
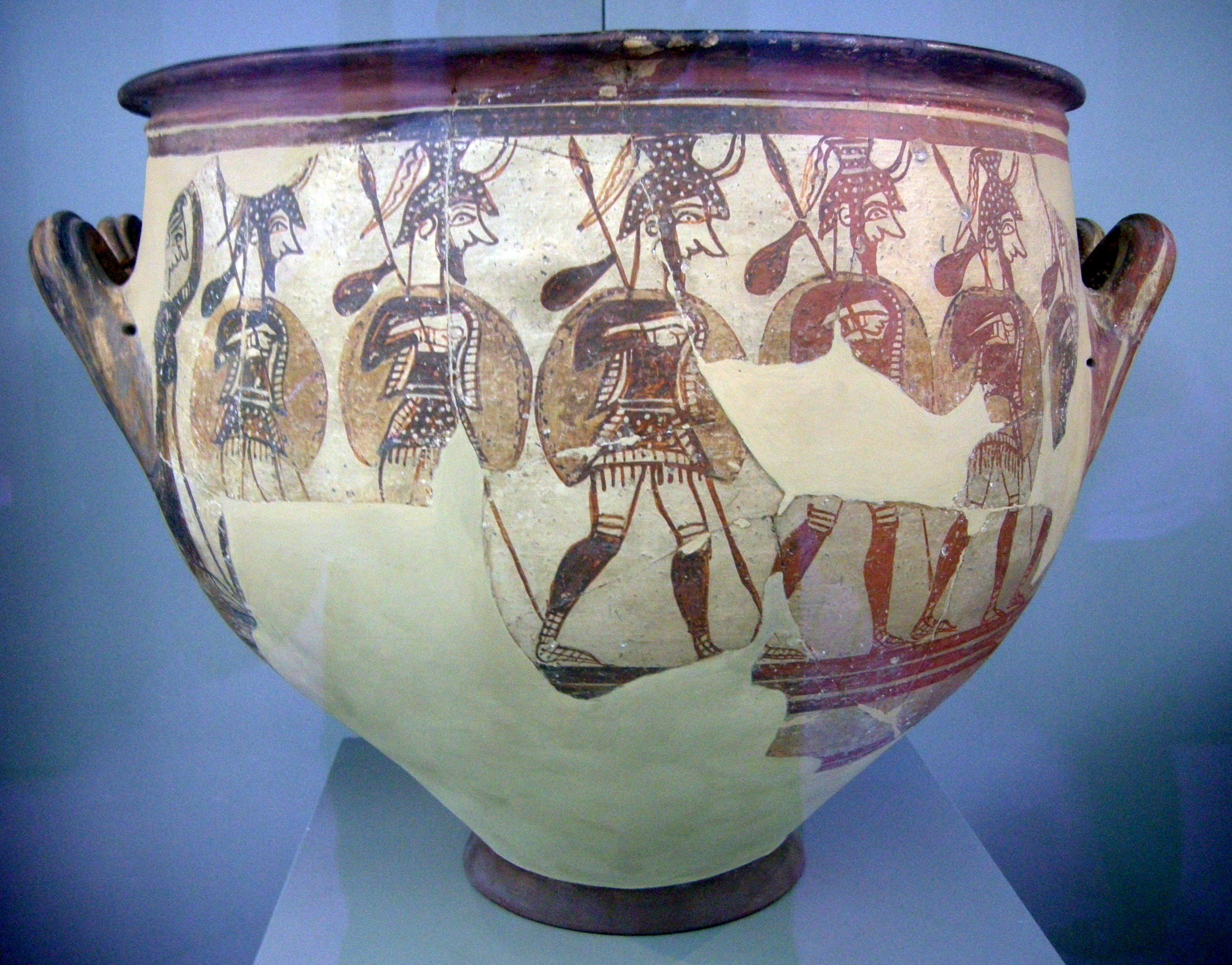
Krijgersvaas